# Duo (dériveur)
Pour les articles homonymes, voir Duo (homonymie).
Le Duo est une classe de dériveur plastique en double de la fin des années 1960. Dessinée par l'architecte belge Aloïs Roland, elle est produite en série par le chantier français Dupuy Chautard.
Long de 4,45 m, le duo peut être confondu avec le dériveur dénommé 445.

## Historique
Le Duo-prototype est construit en bois moulé sur un plan de l'architecte belge Aloïs Roland. La revue Les cahiers du Yachting publie un petit article sur ce sujet dans son numéro de décembre 1966.
À la suite de cet essai, le chantier Dupuy Chautard, qui est notamment connu pour son Fennec, s'est intéressé à ce dériveur en double d'une taille supérieure aux petits voiliers populaires de sa gamme et s'est lancé en 1967 dans la construction d'une série construite en plastique. La revue fait de nouveau un essai avec un prototype plastique qui, à part un poids un peu trop important, semble avoir des qualités pour être un dériveur économique permettant le loisir et la compétition pour des équipages de juniors.
En 1970, l'entreprise Dupuy Chautard arrête sa production de bateaux de plaisance et vend ses moules à la société Yachting Sélection, 9 rue Pasteur à Puteaux, dirigée par Gérard Curvelier.

## Caractéristiques
Fiche constructeur de 1968.
Coque :
- longueur : 4,45 m hors-tout et 4,15 m à la flottaison ;
- bau : 1,89 m maxi hors-tout et 1,15 m maxi à la flottaison ;
- tirant d'eau : 0,215 m dérive haute et 0,90 m dérive basse ;
- poids : 115 kg à vide.

Voilure :
- grande voile : 8 m2 ;
- foc : 5 m2 ;
- spi : 13 m2.

Il était garanti insubmersible, avec des caissons étanches contenant de la « matière expansée » mise dans des sacs de polyéthylène.